# کومن‌لاکسو

موقعیت کومن‌لاکسو در فنلاند

کومن‌لاکسو (سوئدی: Kymmenedalen) یکی از منطقه‌های فنلاند است که هم‌مرز با منطقه‌های اوسیما، پی‌ینه تاواستیا، ساوونیای جنوبی و کارلیای جنوبی است. نام این منطقه برگرفته از دره کومی‌یوکی است. 